# Mieczysław Kalenik

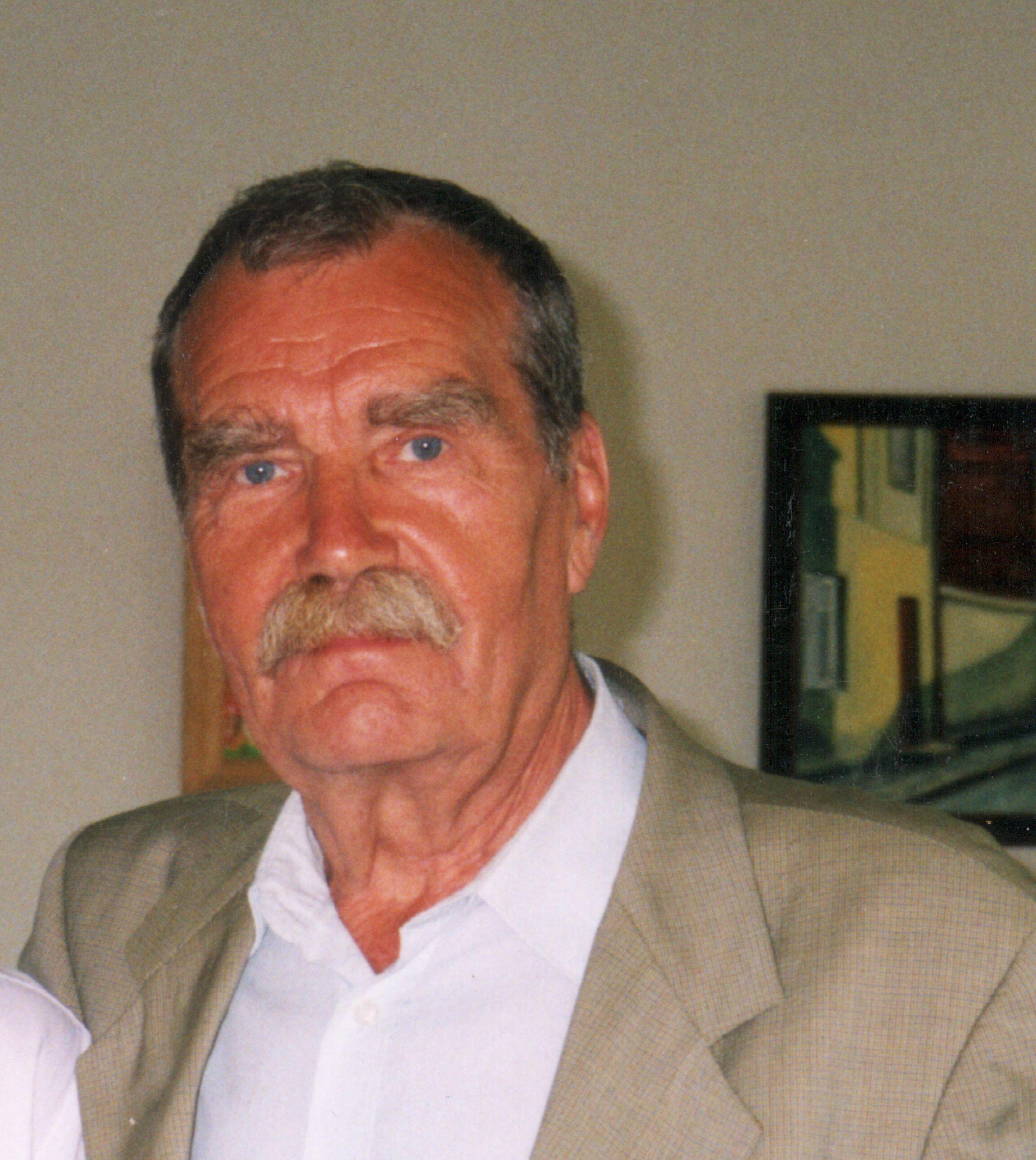
Mieczysław Kalenik

Mieczysław Kalenik (1 tháng 1 năm 1933 - 16 tháng 6 năm 2017) là diễn viên nam người Ba Lan.

## Phim tiêu biểu
- Knights of the Teutonic Order (1960)
- The First Day of Freedom (1964)
- Stawka większa niż życie (TV; 1968)
- Tecumseh (1972)
- Czterdziestolatek (TV; 1975)
- Kazimierz Wielki (1975)
- Jarosław Dąbrowski (1976)
- Pan Tadeusz (1999)